# Гульвіси
Гульвіси (англ. The Whoopee Boys) — американська кінокомедія 1986 року режисера Джона Байрама, з Майклом О'Кіфом та Полом Родріґесом у головних ролях. Прем'єра стрічки відбулась 22 серпня 1986 року.

## Синопсис
Два приятелі невдахи Джейк Бейтмен (Майкл О'Кіф) та Барні Бенар (Пол Родріґес) вирішують їхати на узбережжя, у Палм-Біч, штат Флорида, щоб там розбагатіти. Вони знайомляться з Олівією (Люсінда Дженні), яка керує місцевим сиротинцем і має отримати спадок від свого дядька, проте якщо вона не зможе вийти заміж за 30 днів, вона втратить свій дитячий будинок і не отримає дядьків спадок…

## У ролях
| Актор                | Роль                                |
| -------------------- | ----------------------------------- |
| Майкл О'Кіф          | Джейк Бейтмен                       |
| Пол Родріґес         | Барні Бенар                         |
| Люсінда Дженні       | Олівія                              |
| Денголм Елліотт      | полковник Фелпс                     |
| Керол Шеллі          | Генрієтта Фелпс                     |
| Енді Буматаї         | Рой Раджа                           |
| Едді Дізен           | Едді Ліпшульц                       |
| Марша Ворфілд        | Вайт                                |
| Джо Спінелл          | Ґвідо Антонуччі                     |
| Дан О'Герлігі        | суддя Стернгіл                      |
| Тейлор Неґрон        | Вайті                               |
| Ґреґ Джерманн        | Тайпер                              |
| Білл Цвіковскі       | Снукі                               |
| Стівен Девіс         | Строб                               |
| Елізабет Арлен       | Шеллі                               |
| Кевін О'Кіф          | Дункан                              |
| Кіт Девід            | продавець на Вашингтон-сквер        |
| Енн Перл Ґері        | продавець на Вашингтон-сквер        |
| Реймонд Ентоні Томас | продавець на Вашингтон-сквер        |
| Брюс Маквітті        | Нью-Йоркський поліціянт             |
| Пейшенс Клівленд     | гостя на весіллі                    |
| Ноель Паркер         | дівчина яка подорожує автостопом    |
| Лінда Фіорентіно     | іспанська покоївка (немає у титрах) |
| Сандра Бернгард      | епізодична роль (немає у титрах)    |
| Фарлі Ґрейнджер      | епізодична роль (немає у титрах)    |